# Svepelektronmikroskop

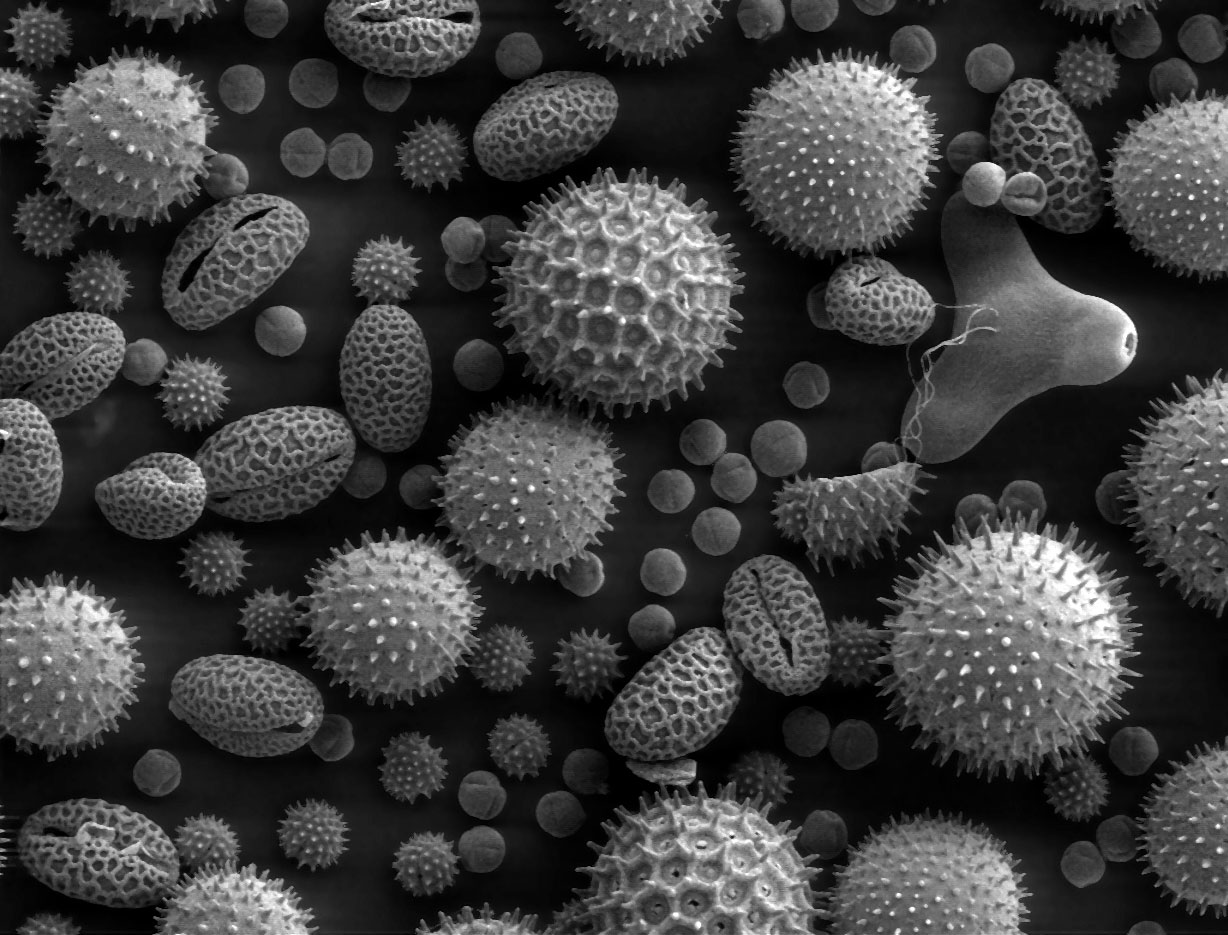
Bild av pollenkorn tagna på en SEM visar det karakteristiska skärpedjupet för SEM-mikrofotografier

Svepelektronmikroskop, scanning electron microscope eller SEM är en typ av elektronmikroskop som skapar bilder av objekt genom att scanna det med en fokuserad elektronstråle med ett rastermönster. Elektronerna interagerar med atomerna på objektet vilket i sin tur sänder tillbaka signaler om objektets yttopografi, sammansättning och andra egenskaper som exempelvis ledningsförmåga. I det vanligaste SEM-läget detekteras sekundära elektroner som emitteras av atomer som exciteras av elektronstrålen med hjälp av en sekundär elektrondetektor (Everhart–Thornley-detektor). Antalet sekundära elektroner som kan detekteras, och därmed signalintensiteten, beror bland annat på provets topografi. Vissa SEM kan uppnå upplösningar bättre än 1 nanometer.

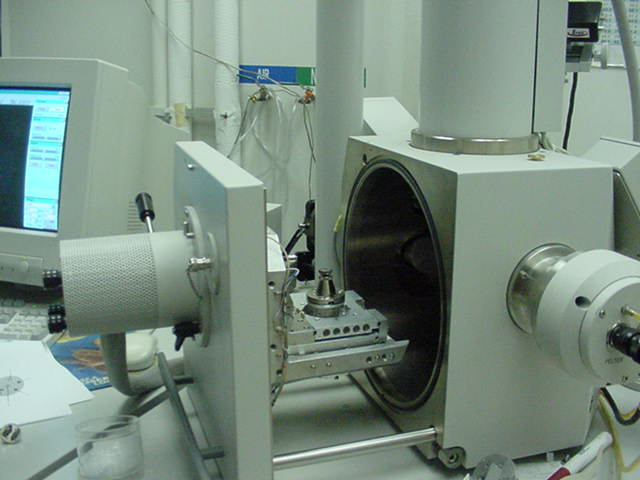
SEM öppnad provbehållare.

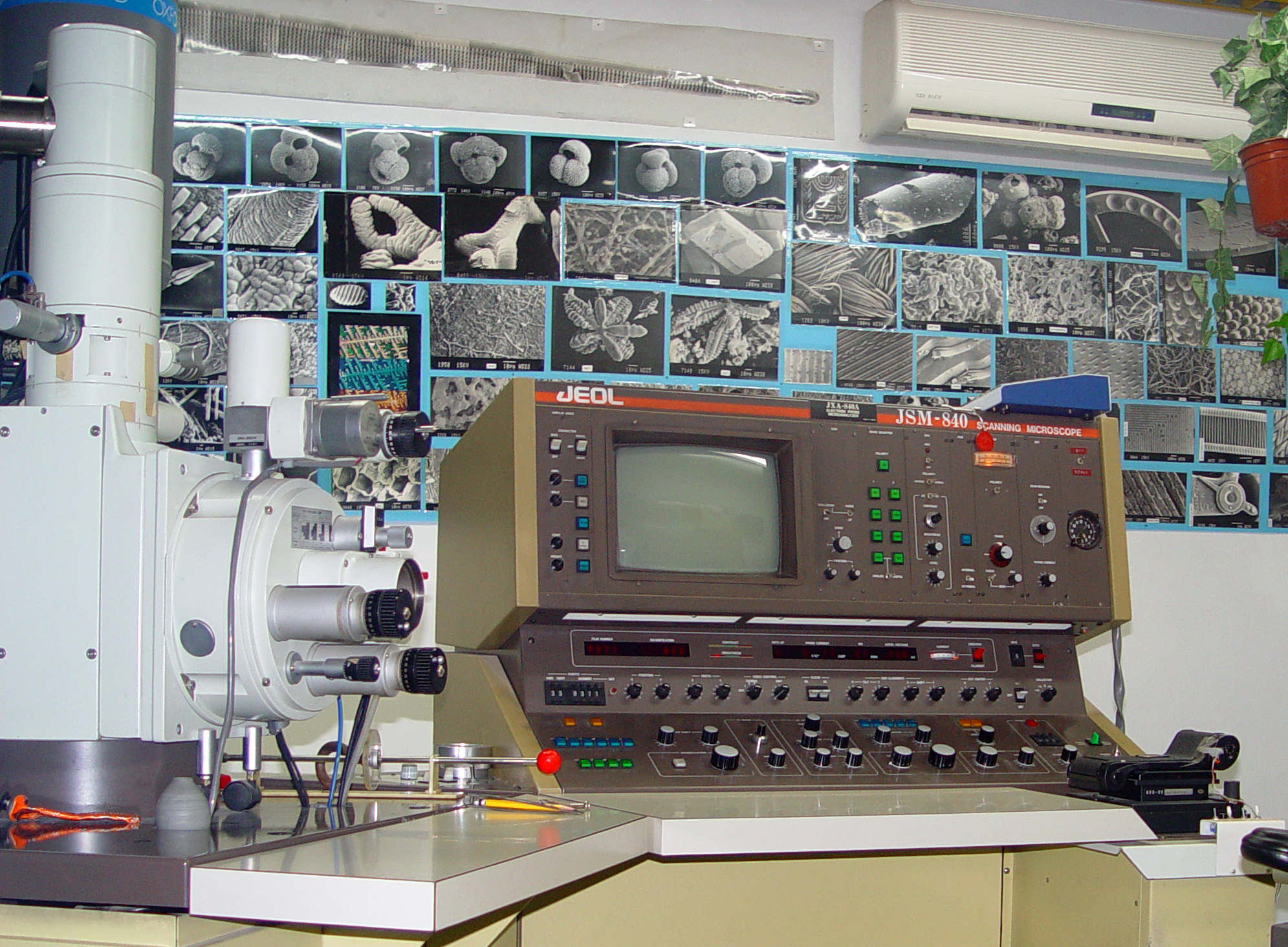
Analog typ av scanning med elektronmikroskop.

Prover observeras i högt vakuum i en konventionell SEM, eller i lågvakuum eller våta förhållanden i ett variabelt tryck eller miljö-SEM, och vid ett brett spektrum av kryogena eller förhöjda temperaturer med specialiserade instrument.

## Historik
En redogörelse för svepelektronmikroskopins tidiga historia har presenterats av McMullan. Även om Max Knoll producerade ett foto med en 50 mm objektfältsbredd som visar kanalkontrast med hjälp av en elektronstråleskanner, var det Manfred von Ardenne som 1937 uppfann ett mikroskop med hög upplösning genom att skanna ett mycket litet raster med en förminskad och välfokuserad elektronstråle. Samma år slutförde Cecil E. Hall också konstruktionen av det första emissionsmikroskopet i Nordamerika, bara två år efter att ha fått uppdraget av sin handledare, E. F. Burton vid University of Toronto. Ardenne tillämpade skanning av elektronstrålen i ett försök att överträffa upplösningen hos transmissionselektronmikroskopet (TEM), samt för att mildra betydande problem med kromatisk aberration som är inneboende i verklig avbildning i TEM. Han diskuterade vidare de olika detekteringssätten, möjligheterna och teorin för SEM, tillsammans med konstruktionen av det första högupplösta SEM. Ytterligare arbete rapporterades av Zworykins grupp, följt av Cambridgegrupperna på 1950-talet och början av 1960-talet ledda av Charles Oatley, vilket till slut ledde till marknadsföringen av det första kommersiella instrumentet av Cambridge Scientific Instrument Company som "Stereoscan" 1965, vilket levererades till DuPont. 

## Principer och kapacitet

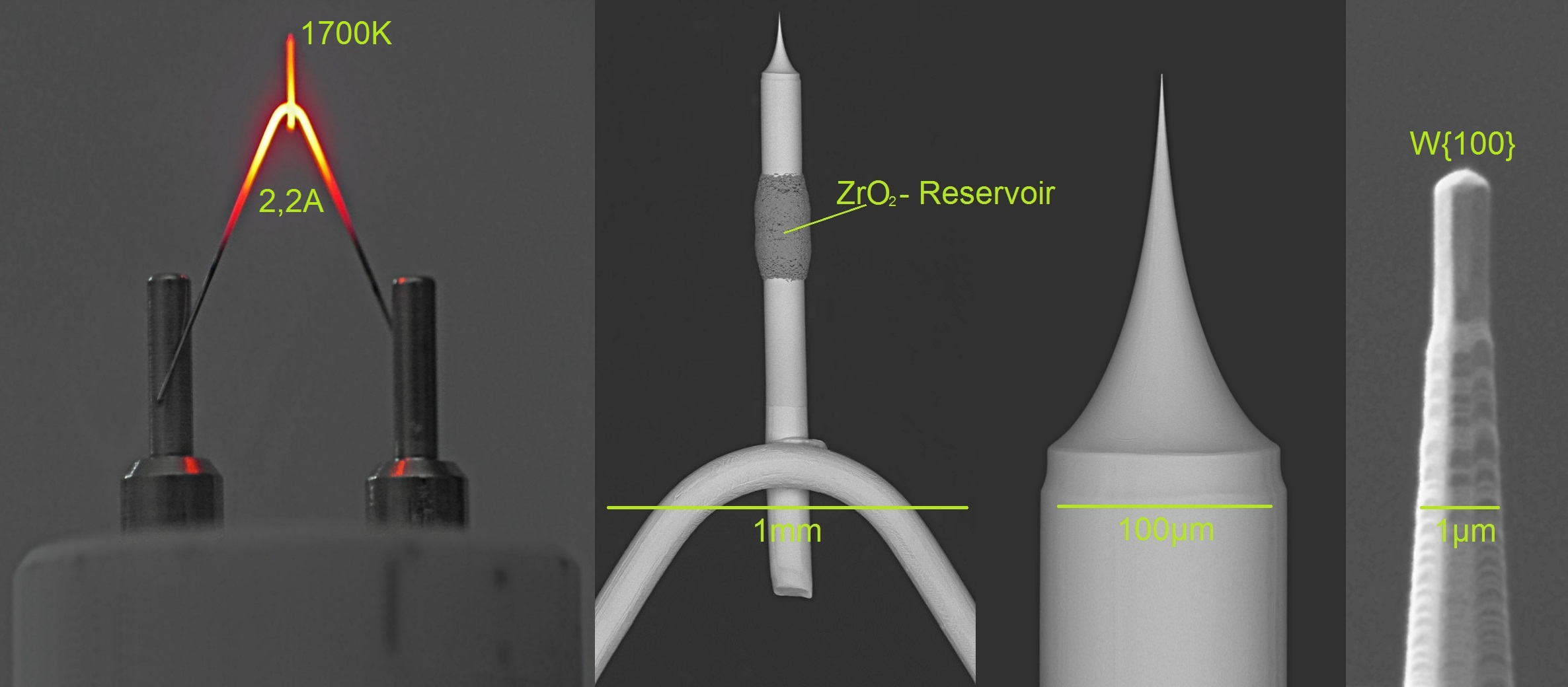
Schottky-emitterande elektronkälla

Elektronmateria interaktionsvolym och typer av genererade signaler.

Signalerna som används av ett SEM för att producera en bild är resultatet av interaktioner mellan elektronstrålen och atomer på olika djup i provet. Olika typer av signaler produceras som sekundära elektroner (SE), reflekterade eller bakåtspridda elektroner (BSE), karakteristiska röntgenstrålar och ljus (katodoluminescens) (CL), absorberad ström (provström) och transmitterade elektroner. Sekundära elektrondetektorer är standardutrustning i alla SEM, men det är sällsynt att en enskild maskin har detektorer för alla andra möjliga signaler. 
Sekundära elektroner har mycket låga energier i storleksordningen 50 eV, vilket begränsar deras fria medelväg i fast materia. Följaktligen kan SE endast migrera från de översta nanometern på ytan av ett prov. Signalen från sekundära elektroner tenderar att vara starkt lokaliserad vid anslagspunkten för den primära elektronstrålen, vilket gör det möjligt att samla in bilder av provytan med en upplösning på under 1 nm. Bakåtspridda elektroner (BSE) är strålelektroner som reflekteras från provet genom elastisk spridning. Eftersom de har mycket högre energi än SE, kommer de fram från djupare platser i provet och följaktligen är upplösningen på BSE-bilder mindre än SE-bilder. BSE används dock ofta i analytiskt SEM, tillsammans med de spektra som är gjorda av de karakteristiska röntgenstrålarna, eftersom intensiteten hos BSE-signalen är starkt relaterad till provets atomnummer (Z). BSE-bilder kan ge information om fördelningen, men inte identiteten, av olika element i provet. I prover som huvudsakligen består av lätta element, såsom biologiska prover, kan BSE-avbildning avbilda kolloidala guldimmunoetiketter med 5 eller 10 nm diameter, som annars skulle vara svåra eller omöjliga att upptäcka i sekundära elektronbilder. Karakteristiska röntgenstrålar sänds ut när elektronstrålen tar bort en inre skalelektron från provet, vilket får en elektron med högre energi att fylla skalet och frigöra energi. Energin eller våglängden för dessa karakteristiska röntgenstrålar kan mätas med energidispersiv röntgenspektroskopi eller våglängdsdispersiv röntgenspektroskopi och användas för att identifiera och mäta mängden element i provet och kartlägga deras fördelning. 
På grund av den mycket smala elektronstrålen har SEM-mikrofotografier ett stort skärpedjup vilket ger ett karakteristiskt tredimensionellt utseende användbart för att förstå ytstrukturen hos ett prov. Detta exemplifieras av mikrofotografiet av pollen som visas ovan. Ett brett spektrum av förstoringar är möjligt, från cirka 10 gånger (ungefär motsvarande det för en kraftfull handlins) till mer än 500 000 gånger, cirka 250 gånger förstoringsgränsen för de bästa ljusmikroskopen. 

## Skanningprocess och bildbildning

Schematik av ett SEM

I en typisk SEM emitteras en elektronstråle termioniskt från en elektronkanon försedd med en volframfilamentkatod. Volfram används normalt i termioniska elektronkanoner eftersom det har den högsta smältpunkten och lägsta ångtrycket av alla metaller, vilket gör att det kan värmas elektriskt för elektronemission och på grund av dess låga kostnad. Andra typer av elektronsändare är lantanhexaborid (LaB6) katoder, som kan användas i ett standard volframfilament SEM om vakuumsystemet är uppgraderat, eller fältemissionspistoler (FEG), som kan vara av kallkatodtyp som använder volframenkristallstrålare eller den termiskt assisterade Schottky-typen, som använd utsändare av volfram enkristaller belagda med zirkoniumoxid.
Elektronstrålen, som typiskt har en energi som sträcker sig från 0,2 keV till 40 keV, fokuseras av en eller två kondensorlinser till en punkt med en diameter på cirka 0,4 nm till 5 nm. Strålen passerar genom par av avsökningsspolar eller par av deflektorplattor i elektronkolonnen, typiskt i den slutliga linsen, som avböjer strålen i x- och y-axlarna så att den skannar på ett rastersätt över ett rektangulärt område av provytan. 

Mekanismer för emission av sekundära elektroner, tillbakaspridda elektroner och karakteristiska röntgenstrålar från atomer i provet.

När den primära elektronstrålen interagerar med provet förlorar elektronerna energi genom upprepad slumpmässig spridning och absorption inom en droppformad volym av provet känd som interaktionsvolymen, som sträcker sig från mindre än 100 nm till cirka 5 μm in i ytan. Storleken på interaktionsvolymen beror på elektronens landningsenergi, provets atomnummer och provets densitet. Energiutbytet mellan elektronstrålen och provet resulterar i reflektion av högenergielektroner genom elastisk spridning, emission av sekundära elektroner genom oelastisk spridning och emission av elektromagnetisk strålning, som var och en kan avläsas av specialiserade detektorer. Strålströmmen som absorberas av provet kan också detekteras och användas för att skapa bilder av fördelningen av provströmmen. Elektroniska förstärkare av olika typer används för att förstärka signalerna, som visas som variationer i ljusstyrka på en datorskärm (eller, för vintagemodeller, på ett katodstrålerör). Varje pixel i datorns videominne är synkroniserad med strålens position på provet i mikroskopet, och den resulterande bilden är därför en distributionskarta över intensiteten av signalen som sänds ut från det skannade området av provet. Äldre mikroskop fångade bilder på film, men de flesta moderna instrument samlar in digitala bilder.  

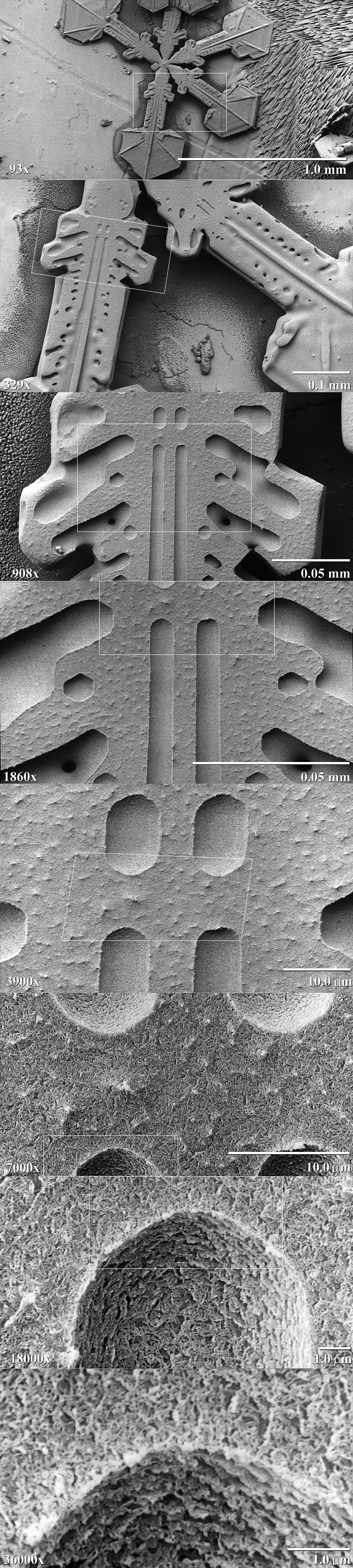
Lågtemperatur SEM-förstoringsserie för en snökristall. Kristallerna fångas upp, lagras och sputterbeläggs med platina vid kryogena temperaturer för avbildning.

### Förstoring
Förstoring i en SEM kan styras över ett intervall av cirka 6 storleksordningar från cirka 10 till 3 000 000 gånger. Till skillnad från optiska mikroskop och transmissionselektronmikroskop är bildförstoring i en SEM inte en funktion av styrkan hos objektivlinsen. SEM kan ha kondensor- och objektivlinser, men deras funktion är att fokusera strålen till en punkt och inte att avbilda provet. Förutsatt att elektronkanonen kan generera en stråle med tillräckligt liten diameter skulle en SEM i princip kunna fungera helt utan kondensor eller objektivlinser. Det kan dock inte vara särskilt mångsidigt eller uppnå mycket hög upplösning. I en SEM, som vid skanningsprobmikroskopi, resulterar förstoringen från förhållandet mellan rastret på displayenheten och dimensionerna för rastret på provet. Om man antar att bildskärmen har en fast storlek, blir högre förstoring resultatet av att storleken på rastret på provet minskas och vice versa. Förstoringen styrs därför av strömmen som tillförs x, y-avsökningsspolarna eller spänningen som tillförs x, y-deflektorplattorna, och inte av objektivets effekt.